# Asienspiele 2022/Sepak Takraw
Bei den Asienspielen 2022 wurden vom 24. September bis 7. Oktober 2023 insgesamt sechs Wettbewerbe im Sepak Takraw ausgetragen, davon je drei bei den Männern und bei den Frauen. Austragungsort war das Jinhua Sports Centre Gymnasium.

## Bilanz

### Medaillenspiegel
| Platz  | Land        | Gold | Silber | Bronze | Gesamt |
| ------ | ----------- | ---- | ------ | ------ | ------ |
| 1      | Thailand    | 4    | —      | —      | 4      |
| 2      | Vietnam     | 1    | 1      | 1      | 3      |
| 3      | Myanmar     | 1    | —      | —      | 1      |
| 4      | Indonesien  | —    | 2      | 1      | 3      |
| 5      | Malaysia    | —    | 2      | —      | 2      |
| 6      | Südkorea    | —    | 1      | 2      | 3      |
| 7      | Laos        | —    | —      | 3      | 3      |
| 8      | Philippinen | —    | —      | 2      | 2      |
| 9      | China       | —    | —      | 1      | 1      |
| 9      | Indien      | —    | —      | 1      | 1      |
| 9      | Japan       | —    | —      | 1      | 1      |
| Gesamt | Gesamt      | 6    | 6      | 12     | 24     |

### Medaillengewinner
Männer
| Disziplin       | Gold | Silber | Bronze | Bronze |
| --------------- | --- | --- | --- | --- |
| Regu            | ThailandPattarapong Yupadee Sittipong Khamchan Siriwat Sakha Varayut Jantarasena Pichet Pansan | MalaysiaAmirul Zazwan Amir Muhd Zarif Marican Mohd Syahir Rosdi Mohd Azlan Alias Muhd Afifuddin | PhilippinenRheyjey Ortouste Jason Huerte Mark Joseph Gonzales Ronsited Gabayeron Jom Lerry Rafael                                                                      | VietnamHuỳnh Ngọc Sang Vương Minh Châu Ngô Thành Long Nguyễn Hoàng Lân Đầu Văn Hoàng |
| Quadrant        | MyanmarThu Aung Khant Oo Thant Zin Ko Zin Ko Oo Zin Min Zaw Shein Wunna Tun Thant Zin | IndonesienMuhammad Hafidz Rusdi Diky Apriadi Muh. Hardiansyah Muliang Rijal Saiful Abdul Halim | PhilippinenRheyjey Ortouste Jason Huerte Vince Alyson Torno Mark Joseph Gonzales Ronsited Gabayeron Jom Lerry Rafael                                                   | JapanToshitaka Naito Yota Ichikawa Ryota Haruhara Wataru Narawa Seiya Takano Yūki Satō |
| Regu Mannschaft | ThailandSiriwat Sakha Thawisak Thongsai Pattarapong Yupadee Rachan Viphan Pornthep Tinbangbon Sittipong Khamchan Varayut Jantarasena Wichan Temkort Kritsanapong Nontakote Pichet Pansan Tanaphon Sapyen Marukin Phanmakon | MalaysiaAidil Aiman Azwawi Amirul Zazwan Amir Farhan Adam Mohd Azlan Alias Mohd Syahir Rosdi Khairol Zaman Hamir Akhbar Muhd Afifuddin Razali Muhd Hairul Hazizi Haidzir Muhd Haziq Hairul Nizam Muhd Noraizat Nordin Muhd Zaim Razali Muhd Zarif Marican | SüdkoreaIm An-soo Seonwoo Young-su Jeong Ha-sung Lee Min-ju Kim Jung-man Kim Young-cheol Lee Woo-jin Lim Tae-gyun Lee Jae-seong Seo Seung-beom Lee Jun-uk Kim Hyun-soo | LaosAdong Phoumisin Daovy Xanavongxay Po Masopha Yothin Sombatphouthone Phitthasanh Bounpaseuth Phonesavanh Phimmachak Soukkaserm Chanthahieng Sommanyvanh Phakonekham Daophachanh Moungsin Nanthisen Kantana Noum Souvannalith |

Frauen
| Disziplin       | Gold | Silber | Bronze | Bronze |
| --------------- | --- | --- | --- | --- |
| Regu            | ThailandSomruedee Pruepruk Sirinan Khiaopak Primprapha Kaewkhamsai Ratsamee Thongsod Wiphada Chitpuan | VietnamTrần Thị Hồng Nhung Nguyễn Thị Yến Trần Thị Ngọc Yến Lê Thị Tú Trinh Nguyễn Thị Ngọc Huyền                                                         | SüdkoreaJeon Gyu-mi Bae Han-oul Wi Ji-seon Park Seon-ju Lee Jin-hee | IndienPriya Devi Elangbam Chaoba Dev Oinam Maipak Devi Ayekpam Khushbu Bi Devi Elangbam                                                                        |
| Quadrant        | VietnamTrần Thị Ngọc Yến Trần Thị Hồng Nhung Nguyễn Thị Yến Nguyễn Thị Ngọc Huyền Nguyễn Thị Mỹ Lê Thị Tú Trinh | IndonesienDita Pratiwi Fujy Lestari Leni Lena Kusnelia Florensia Cristy                                                                                   | ChinaFeng Jingyan Chen Yan Zhou Jiawen Cui Yonghui Chen Shishi Tang Rongmei | LaosNouandam Volavouth Norkham Vongxay Namfonh Morladok Koy Xayavong Lae Inthavong Aksonesavanh Philavong                                                      |
| Regu Mannschaft | ThailandMasaya Duangsri Primprapha Kaewkhamsai Kaewjai Pumsawangkaew Pruksa Maneewong Ratsamee Thongsod Manlika Bunthod Somruedee Pruepruk Wiphada Chitphuan Sirinan Khiaopak Usa Srikhamlue Nipaporn Salupphon Wassana Soiraya | SüdkoreaPark Seon-ju Kim Se-young Jeon Gyu-mi Bae Han-oul Lee Min-ju Bae Chae-eun Wi Ji-seon Choi Ji-na Kim Ji-eun Han Ye-ji Park Sung-gyung Jo Seo-hyeon | LaosNorkham Vongxay Nouandam Volavouth Vansone Bouavong Neechapad Mapha Aliya Navasit Sone Amphay Soulinthone Koy Xayavong Namfonh Morladok Aksonesavanh Philavong Lae Inthavong | IndonesienWan Annisa Rachmadi Lena Florensia Cristy Fitra Siu Dita Pratiwi Dona Aulia Asmira Frisca Kharisma Indrasari Leni Asmaul Husna Fujy Lestari Kusnelia |